# Ildikó Komlósi
Dans le nom hongrois Komlósi Ildikó, le nom de famille précède le prénom, mais cet article utilise l’ordre habituel en français Ildikó Komlósi, où le prénom précède le nom.
Ildikó Komlósi, née le 22 mars 1959 à Békésszentandrás, est une chanteuse lyrique (mezzo-soprano) hongroise.

## Carrière
Ildikó Komlósi commence ses études privées de piano à l'âge de six ans et les poursuit à l'École nationale de musique de Szarvas entre 1973 et 1978, puis au conservatoire de Szeged jusqu'en 1980 avec Valéria Berdál, qui détermine son choix de carrière . Elle obtient son diplôme de chant d'opéra en 1984 à l'Université de musique Franz-Liszt en tant qu'élève de Márta Ónody et András Mikó, puis poursuit ses études à la Guildhall School of Music and Drama à Londres avec Vera Rózsa. 
Au cours de sa dernière année universitaire, elle est engagée par l'Opéra d'État hongrois, où elle se produit pour la première fois le 13 février 1983 dans Parsifal . Elle a été membre de l'Opéra de Budapest jusqu'en 1994 et est depuis lors une artiste invitée régulière.
En 1982, elle remporte le premier prix au concours de Karlovy Vary et la deuxième place à Bois-le-Duc . Sa carrière internationale débute en 1986 lorsqu'elle remporte le concours de chant Pavarotti. Lors de cette représentation remarquée, elle a chanté le Requiem de Verdi en tant que partenaire de Luciano Pavarotti , sous la direction de Lorin Maazel. 
Elle a débuté à l' Opéra national de Vienne en 1989. Jusqu'à présent, elle s'est produit vingt-cinq fois au Metropolitan Opera de New York. Elle est une invitée régulière aux Arènes de Vérone, au Semperoper de Dresde et au Covent Garden de Londres. En 2006, elle chante devant Angela Merkel, Giorgio Armani et Marco Materazzi à la Scala.
Considérée aujourd'hui comme une interprète majeure du rôle de Judith dans le Château de Barbe-Bleue, son répertoire comprend aussi des rôles colorature de Donizetti ainsi que des opéras de Mozart et Richard Strauss. Amnerise (Aida) a aussi été un de ses grands rôles. En 2017, Komlósi est dans la distribution de la création de l'opéra Trompe-la-Mort de Luca Francesconi donné à Paris.

## Rôles
- Bartók : Le Château de Barbe-Bleue - Judith
- Bizet : Carmen - rôle titre
- Cilea : Adriana Lecouvreur – Princesse de Bouillon
- Donizetti : 
  - La Favorite - Léonor de Guzmán
  - Anna Bolena - Jane Seymour
  - Robert Devereux - Sarah
  - Lucrèce Borgia - Maffio Orsini
- Enesco : Œdipe - Le Sphinx
- Erkel : Bánk bán - Gertrude, la reine
- Francesconi : Trompe-la-Mort - Asie
- Mascagni : Cavalleria rusticana - Santuzza
- Massenet : Werther - Charlotte
- Mozart :
  - La Flûte enchantée - Troisième Dame
  - Così fan tutte - Dorabella
  - Les Noces de Figaro - Chérubin
  - La Clémence de Titus - Sextus
- Ponchielli : La Gioconda - Laura Adorno
- Prokofiev : Les Fiançailles au couvent - Clara d'Almanza
- Puccini : Sœur Angélique - La Princesse
- Purcell : Didon et Enée - Didon
- Strauss :
  - Salomé - Hérodias
  - Elektra - Clytemnestre
  - Le Chevalier à la rose - Octavian
  - Ariane à Naxos - Le compositeur
  - La Femme sans ombre - La nourrice
- Stravinsky : Œdipus rex - Jocaste
- Tchaïkovski : La Pucelle d'Orléans - Jeanne d'Arc
- Verdi :
  - Aida - Amneris
  - La Force du destin - Preziosilla
  - Don Carlos - Princesse Eboli
  - Nabucco - Fenena
- Wagner : 
  - Parsifal – Kundry
  - Tannhäuser - Vénus

## Enregistrements
- Richard Strauss : Ariane à Naxos  (Elisabeth-Maria Wachutka, Alan Woodrow, Aline Kutan • Orchestra del Teatro di San Carlo, Naples • Gustav Kuhn) ARTE NOVA, 2000, enregistrement live
- Giuseppe Verdi : Requiem ( ( Lukács Gyöngyi , Gianni Mongiardino, Edzard Crafts • Chœur d'opéra d'Islande • Orchestre symphonique d'Islande • Rico Saccani) ARSIS CLASSICS 2000, enregistrement live
- Béla Bartók : Le Château de Barbe-Bleue, László Polgár • Orchestre du Festival de Budapest • Iván Fischer) DECCA CLASSICS, 2003

## Prix
- 2016 : Prix Kossuth

## Sources
- Opéra de Paris